# Palaeobolbomyia mongolica
Palaeobolbomyia mongolica är en tvåvingeart som beskrevs av Mikhail B. Mostovski 2000. Palaeobolbomyia mongolica ingår i släktet Palaeobolbomyia och familjen snäppflugor.
Artens utbredningsområde är Mongoliet. Inga underarter finns listade i Catalogue of Life.